# Ewangelia Dzieciństwa Tomasza
Ewangelia Dzieciństwa Tomasza (także "Dzieciństwo Pana" gr. Παιδικα του Κυριου, skrót: EwTmDz) – apokryf Nowego Testamentu. Należy do gatunku tzw. ewangelii dzieciństwa. Utwór powstał prawdopodobnie w II wieku. Napisany został pierwotnie w języku greckim, choć wedle niektórych uczonych (np. R. Cameron) językiem oryginału mógł być syryjski. W późniejszych czasach przechodził wielokrotne przeróbki i zmiany redakcyjne. Obecnie posiadamy dwie wersje tego utworu w języku greckim (wersje A i B) i kilka różnych wersji w innych językach starożytnych, m.in. łacińskie, syryjskie i etiopskie.

## Autorstwo i data kompozycji
Utwór tradycyjnie przypisywany jest Tomaszowi Apostołowi, jest to jednak atrybucja niewiarygodna i legendarna.
Pierwotnie utwór powstał prawdopodobnie w środowisku gnostycko-dokeckim, o czym świadczy sposób portretowania Jezusa i występowanie greckich terminów gnostyckich. Przedstawienie Józefa jako naturalnego ojca Jezusa sugeruje związki utworu z gminą ebionitów. Utwór w późniejszych czasach był wielokrotnie oczyszczany z elementów heterodoksyjnych, co tłumaczy liczne redakcje. Uczeni przyjmują z dużą dozą niepewności, że utwór powstał w środowisku palestyńsko-syryjskim.
Ponieważ niektóre epizody Ewangelii Dzieciństwa Tomasza cytują Justyn Męczennik i św. Ireneusz, powstanie utworu można datować na I połowę II wieku n.e.

## Zarys treści
Ewangelia Dzieciństwa Tomasza opowiada o cudach, jakich dokonał Jezus w swoim dzieciństwie między piątym a dwunastym rokiem życia. W zrekonstruowanym pierwotnym tekście greckim układ i treść perykop jest następująca:
- Mały Jezus dla zabawy lepi gliniane ptaszki, a oskarżony przez pewnego Żyda, że pracuje w szabat, ożywia je cudownie i ptaszki odfruwają.
- Jezus rzuca klątwę na syna Annasza, który drażni go w trakcie zabawy. Syn Annasza usycha skutkiem klątwy.
- Inne dziecko pada martwe po tym, jak niechcący trąciło Jezusa w ramię.
- Jezus poucza Józefa, który karci go za jego zachowanie.
- Józef oddaje Jezusa na naukę do Zacheusza. Tam 5-letni Jezus objawia swoją tożsamość Syna Bożego. Następnie, kiedy Zacheusz uczy Jezusa greckiego alfabetu, Jezus zawstydza go, zadając mu liczne pytania w kwestii natury liter, na które Zacheusz nie umie odpowiedzieć. Zacheusz wyznaje "Ja, starzec, zostałem zwyciężony przez dziecko".
- Jezus uzdrawia cudownie wszystkich, którzy uprzednio ucierpieli z jego powodu.
- Podczas zabawy, w której uczestniczy Jezus, pewne dziecko spada z dachu i ginie. Jezus, oskarżany o zepchnięcie chłopca, wskrzesza go i każe wyznać, że spadł sam.
- Maryja posyła Jezusa po wodę, podczas drogi do studni dzban rozbija się. Jezus wyciąga wtedy swój płaszcz i tworzy z niego nowy dzban, w którym przynosi wodę.
- Jezus pomaga Józefowi podczas pracy w warsztacie stolarskim.
- Jezus idzie do szkoły uczyć się alfabetu. Nauczyciel każe powtórzyć mu grecki alfabet, na co Jezus pyta go o "znaczenie beta". Rozgniewany nauczyciel uderza Jezusa, przez co pada martwy.
- Jezus idzie do innej szkoły, gdzie poucza innych i zyskuje podziw.
- Syn Józefa, Jakub, zostaje ukąszony przez żmiję i mdleje, Jezus wyciągnięciem ręki sprawia, że Jakub wstaje, a żmija zdycha.
- Jezus dyskutuje z uczonymi w Piśmie w Świątyni Jerozolimskiej. Scena ta jest nawiązaniem do perykopy z kanonicznej Ewangelii Łukasza 2,41-52.

Inne wersje językowe wzbogacone są o liczne anegdoty o podobnym charakterze, ukazujące cudowność postaci Jezusa, gdzie Jezus np. chodzi po promieniu słonecznym, ożywia zasoloną rybę, etc.
Na język polski tekst przełożył ks. Marek Starowieyski.